# بني خميس (أفلح الشام)

تعديل مصدري - تعديل

بني خميس هي إحدى قرى عزلة بني حربي بمديرية أفلح الشام التابعة لمحافظة حجة، بلغ تعداد سكانها 434 نسمة حسب تعداد اليمن لعام 2004.